# Sinarcas
Sinarcas è un comune spagnolo di 1 188 abitanti situato nella comunità autonoma Valenciana.